# Paradoxornis du Yangtsé
Paradoxornis heudei
Espèce
Statut de conservation UICN

 NT  : Quasi menacé
Le Paradoxornis du Yangtsé (Paradoxornis heudei) est une espèce de passereaux de la famille des Paradoxornithidae.

## Répartition et habitat
Son aire discontinue s'étend à travers la Manchourie d'une part et l'Est de la Chine de l'autre (Shandong, Jiangsu et Jiangxi). On la trouve dans les roseaux bordant les rivières, les lacs et les côtes.

## Taxinomie
L'étude phylogénique de Yeung et al. (2011) montre que le Paradoxornis de Polivanov (Paradoxornis polivanovi) qui était considéré comme une espèce à part entière n'est en réalité qu'une sous-espèce du Paradoxornis du Yangtsé. Le Congrès ornithologique international (classification 5.2, 2015) le fusionne donc dans cette dernière espèce où il devient la sous-espèce Paradoxornis heudei polivanovi.